# 西村英将
西村 英将（にしむら ひでゆき、1976年 - 2018年8月26日）は、日本の声楽家（バス）、合唱指揮者、作曲家。エストニアに活動の拠点を置き、エストニアフィルハーモニック室内合唱団（Estonian Philharmonic Chamber Choir）に所属していた。

## 来歴
1976年、作曲家西村直記を父に、愛媛県に生まれる。愛媛県立松山東高等学校、日本大学藝術学部を経て、エストニア音楽アカデミーに学ぶ。エストニア国立男声合唱団を経て、2008年からエストニアフィルハーモニック室内合唱団に、同合唱団初の外国人団員として所属した。
2008年9月に、NHK-BS1で放送された『関口知宏のファーストジャパニーズ』第5回で取り上げられた。
作曲家としては、もっぱら合唱曲を手がけており、NHK東京児童合唱団などにも委嘱作品を提供している。
2018年8月26日午後5時43分、下行結腸癌のため死去。享年42歳。